# Surgana
Surgana fou un estat koli al nord-oest del districte de Nasik amb una superfície de 932 km² de caràcter muntanyós i cobert de densa jungla. L'estat tenia 61 pobles i la població era de 12.398 el 1891 i d'11.532 el 1901, quasi tots hindús (11.222) de casta koli (uns 4000) o kunbis (uns 6000). La població el 1931 era de 15.235 habitants. La llengua comuna era un dialecte marathi.

## Història
Els ancestres dels deshmukhs de Surgana sembla que foren kolis que van viure a la regió d'Hatgad. Durant l'Imperi Mogol foren nominals subjectes i foren encarregats de vigilar els bhils i kolis dels Dangs de passar per sobre els Sabyadris, i havien de fer serveis militars quan se'ls demanava i tenir obertes les rutes pel seu territori. El fort d'Hatgad, a uns 12 km a l'est de Surgana, fou de gran importància; com que el sobirà va mostrar lleialtat i activitat fou encarregar de la vigilància dels Sahyadris de Ravla a Shribhuvan. Diversos pobles li foren concedits en recompensa pels seus serveis. Poc temps després el cap va informar al govern que la seva manca de títol disminuïa la seva influència en els Dangs i va rebre el títol de deshmukh amb autoritat sobre totes les matèries relatives als Dangs i a la frontera de Surgana.
Sota el govern maratha, com que el deshmukh refusava pagar tribut, el principat, junt amb els Dangs, fou inclòs en la terra considerada rebel coneguda com a bandi mulak, però com que Surgana estava en una de les rutes principals entre el Dècan i Surat els marathes van tractar d'acontentar al deshmukh; se li va permetre recaptar les taxes i pagar-ho quan ho considerés convenient al governador maratha a Hatgad. En aquest temps Surgana era una taraf (divisió) d'Hatgad.
El deshmuk va romandre independent finc el 1818 quan el govern britànic va dirigir una expedició contra Malharji per castigar-lo per un atac a una partida prop de Surgana. El 1819 Malharji fou capturat i penjat i el seu cosí Bhikaji que ajudava als britànics en la lluita contra Malharji, fou reconegut com a cap de l'estat i investit amb l'autoritat. La mare de Malharji, que després de la mort del seu fill vivia a Vani all districte de Nasik, va fomentar la revolat del seu cunyat Pilaji que després d'algunes lluites va matar a Bhikaji. El 1820 els britànics van enviar una força contra Pilaji, que es va refugiar a Peint, però finalment fou capturat i penjat junt amb cinc col·laboradors. Yashvantrao, fill de Bhikaji, de 10 anys, fou proclamat deshmukh, i un diwan nomenat per administrar l'estat; però l'altra branca (anomenada branca jove) va refusar reconèixer a Yashvantrao, i per un temps es va mantenir la permanent hostilitat. El 1842 les disputes entre les dues branques van arribar a tant que el govern va haver d'intervenir; la branca jove, dirigida per Morarrav, fou declarada culpable dels incidents i el seu cap posat sota vigilància fins al 1848, quan va garantir la seva futura bona conducta i va poder retornar a l'estat. El 1854, Yashvantrao va morir i el va succeir el seu cosí Ravirav, però la reclamació de la branca jove fou aixecada de nou. La queixa fou resolta en la seva contra i a favor de Ravirav que va rebre tot el poder però Morarrav participaria en el govern de l'estat en cooperació amb Ravirav i gaudiria del mateix percentatge en els ingressos de l'estat. Ravirav fou succeït pel seu fill Shankarrav. A la mort de Morarrav la seva branca fou representada pel seu fill Bhaskarrav que era dèbil de caràcter i fou fàcilment induït pels seus consellers a desafiar l'autoritat del seu cosí. El 1873 va morir deixant tres fills sota la tutoria de la seva vídua Salubai.
In 1877, a causa de l'activitat del deshmukh, un seriós conflicte va tenir lloc entre aquest i la vídua Salubai; el diwan no va saber manejar les coses pròpiament i fou destituït per un temps i l'afer es va resoldre pacíficament. El 1879 era deshmukh Shankarrav, de 39 anys; el diwan seguia instruccions de l'agent polític de Khandesh i després de Nasik. La residència del deshmukh i el govern era a Surgana (959 habitants el 1901) mentre Salubai i els seus pupils residien a un poble a 3 km. El sobirà no pagava tribut ni al govern britànic ni a cap altre estat.

## Bandera
Banderí forcat de color porpra amb l'escut brodat al centre

## Llista de deshmukhs
- Malhar Rao 1818 - 1819
- Bhikaji Rao 1819 - 1820
- Pilaji Rao 1820
- Jashwant Rao I (fill de Bhikaji Rao) 1820 - 1854
- Ravi Rao 1854 - 1867
- Shankar Rao Ravi Rao 1867 - 1898
- Pratap Rao Shankar Rao 1898 - 1930
- Jashwant Rao II Pratap Rao 1930 - 1936
- Dhairyashitra Rao Jashwant Rao 1936 - 1948